# Perché la guerra?
(Albert Einstein)
Perché la guerra? (Warum Krieg?, 1933) è una raccolta di lettere tra Albert Einstein e Sigmund Freud sulla natura della guerra e dell'aggressività umana come componenti della psicologia degli esseri umani. L'opera ebbe origine da una iniziativa del Comitato sull'Arte e Letteratura della Lega delle Nazioni, che nel 1931 propose ai più noti intellettuali dell'epoca di iniziare una corrispondenza epistolare su diversi temi. Freud acconsentì con poco entusiasmo, riferendosi all'esperienza con l'espressione "la tediosa e sterile cosiddetta discussione con Einstein" in una conversazione con Max Eitingon. Gli scritti di Freud raccolti in Perché la guerra?, che comunque riprendono concetti già espressi in sue opere precedenti, sono considerati in gran parte premonitori della successiva ascesa del nazismo in Germania e degli eventi della seconda guerra mondiale.. Alcuni critici riconducono queste riflessioni e idee al pensiero di Arthur Schopenhauer, filosofo letto e amato dal fisico tedesco/americano.

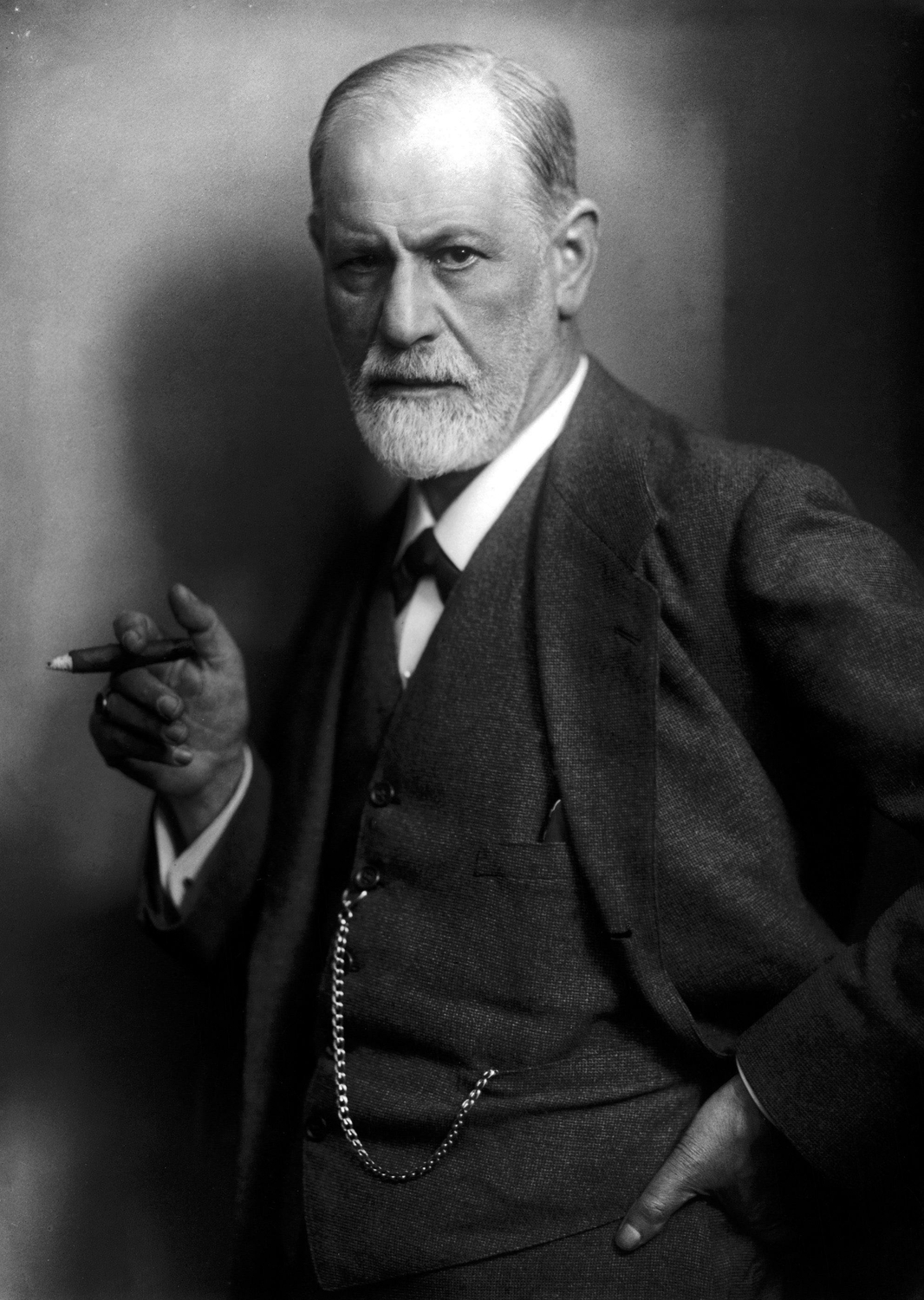
Sigmund Freud